# Joanne Pavey

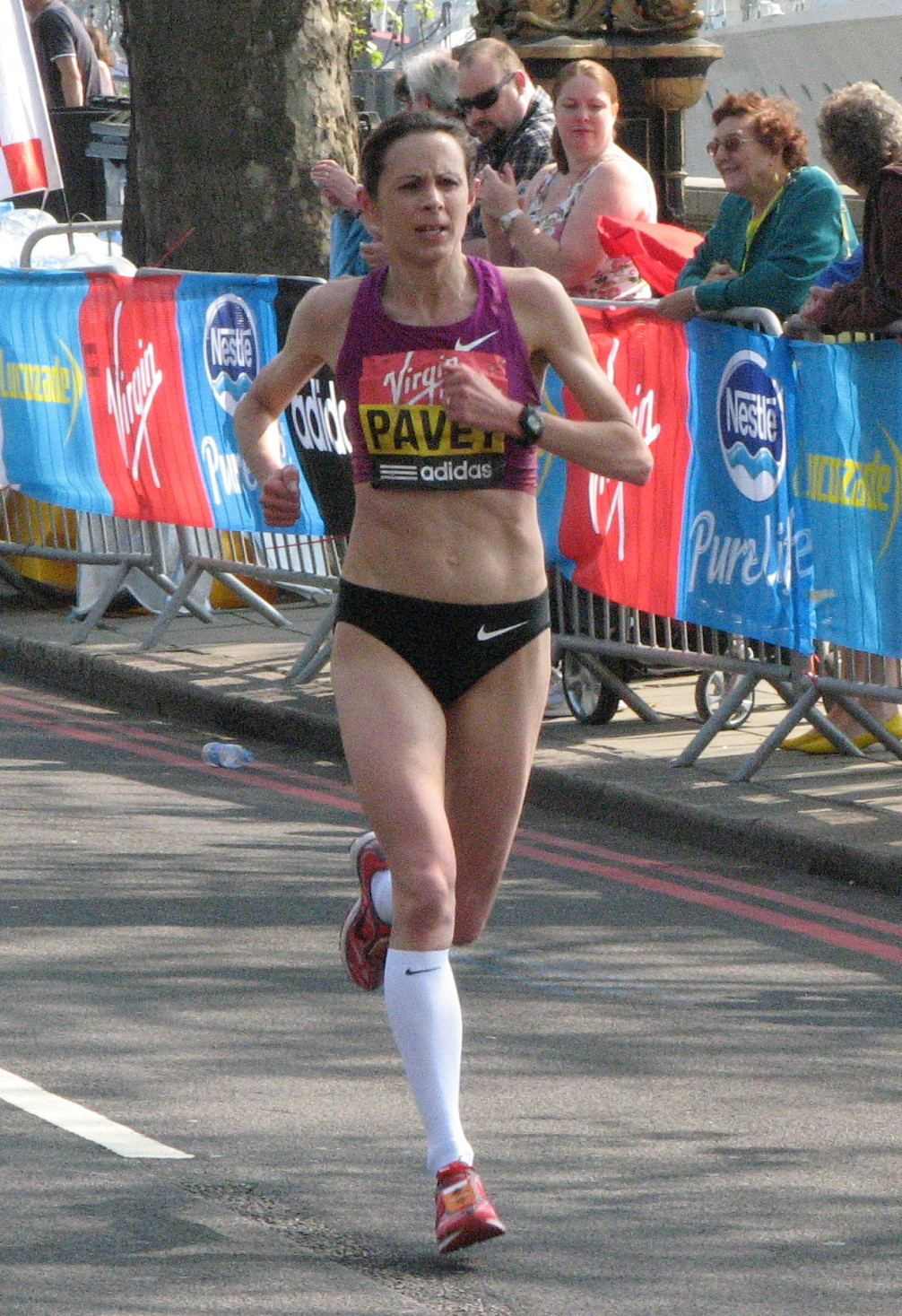
Joanne Pavey beim London-Marathon 2011

Joanne Pavey, MBE (auch: Jo Pavey, geborene Davis; * 20. September 1973 in Honiton) ist eine britische Mittel- und Langstreckenläuferin.

## Erfolge
Bei den Weltmeisterschaften 1997 in Athen startete sie im 1500-Meter-Lauf, scheiterte aber im Halbfinale. Es folgten zweieinhalb Jahre, in denen sie von Verletzungen außer Gefecht gesetzt wurde. Im 5000-Meter-Lauf wurde sie bei den Olympischen Spielen 2000 in Sydney Zwölfte und bei den Weltmeisterschaften 2001 in Edmonton Elfte sowie 2002 bei den Commonwealth Games in Manchester und den Europameisterschaften in München Fünfte.
2003 belegte sie über 1500 Meter bei den Weltmeisterschaften in Paris/Saint-Denis den zehnten Platz. Bei den Olympischen Spielen 2004 in Athen schied sie zwar über 1500 Meter im Vorlauf aus, wurde aber über 5000 Meter Fünfte.
Einem 15. Platz über 5000 Meter bei den Weltmeisterschaften 2005 in Helsinki folgte ein wesentlich erfolgreicheres Jahr 2006: Jeweils über 5000 Meter gewann sie, für England startend, bei den Commonwealth Games in Melbourne Silber und wurde bei den Europameisterschaften in Göteborg Vierte.
2007 nahm sie den 10.000-Meter-Lauf in ihr Repertoire auf. Über diese Distanz wurde sie bei den Weltmeisterschaften 2007 in Osaka Vierte, über die 5000 Meter Neunte. Nach der Disqualifikation der Türkin Elvan Abeylegesse wegen Dopings erhielt Pavey Anfang März 2020 nachträglich Bronze im 10.000-Meter-Lauf und rückte über die 5000 Meter auf Platz acht.
Bei den Europameisterschaften 2012 in Helsinki wurde sie Zweite über 10.000 Meter. In London belegte sie bei den Olympischen Spielen 2012 im 5000-Meter-Finale als beste Nicht-Afrikanerin Platz 7. Nach ihrem dritten Platz über 5000 Meter bei den Commonwealth Games 2014 holte sie im Alter von vierzig Jahren bei den Europameisterschaften 2014 in Zürich über 10.000 Meter ihren ersten internationalen Titel. Damit wurde sie zugleich die älteste Leichtathletik-Europameisterin aller Zeiten.
Sie ist 1,64 m groß, wiegt 50 kg und wird von ihrem Ehemann Gavin Pavey trainiert.

## Bestzeiten
- 1500 m: 4:01,79 min, 13. September 2003, Monaco
- 3000 m: 8:31,27 min, 30. August 2002, Brüssel
- 5000 m: 14:39,96 min, 25. August 2006, Brüssel
- 10.000 m: 31:26,94 min, 30. Juni 2007, Watford
- 10-km-Straßenlauf: 31:47 min, 20. Mai 2007, Manchester
- Halbmarathon: 1:10:40 h, 16. März 2008, Lissabon